# Eerste Kamerverkiezingen 2015/Kandidatenlijst/VVD
De kandidatenlijst voor de Eerste Kamerverkiezingen 2015 van de VVD werd door een ledenraadpleging onder de leden vastgesteld. De uitslag werd op 5 januari publiek gemaakt.
De lijst werd op 30 april 2015 definitief vastgesteld door het centraal stembureau voor deze verkiezingen.
1. Loek Hermans
2. Ankie Broekers-Knol
3. Annemarie Jorritsma-Lebbink
4. Frank van Kappen
5. Frank de Grave
6. Helmi Huijbregts-Schiedon
7. Jan Anthonie Bruijn
8. Koos Schouwenaar
9. Mart van de Ven
10. Pauline Krikke
11. Anne-Wil Duthler
12. Sybe Schaap
13. Menno Knip
14. Ben Swagerman
15. Tanja Klip-Martin
16. Reina de Bruijn-Wezeman
17. Roel Wever
18. Dick Sluimers
19. Albert van den Bosch
20. Erik van der Maas
21. Avine Fokkens
22. Henk Jan Meijer
23. Han ter Heegde
24. Paul Zevenbergen
25. Alfred Arbouw
26. Marc Muntinga
27. Ton van Ede
28. Ida van Veldhuizen
29. Frits Barneveld Binkhuysen
30. Tjalling Tiemstra
31. Kees Bierens
32. René Meeuwissen
33. Willem Cramer
34. Rian Vogels
35. Sven Tulner
36. Kees Noomen
37. Marlies Pernot
38. Huub Hieltjes
39. Pauline Bouvy-Koene
40. Bastiaan Meerburg
41. Robert Gebel
42. Arnoud Passenier
43. Pieter van Woensel
44. Joël Scherrenberg
45. Han Moraal
46. Pim van Ballekom

VVD · PVV · CDA · D66 · GroenLinks · SP · PvdA · ChristenUnie · Partij voor de Dieren · 50PLUS · SGP · OSF
1948 · 1951 · 1952 · 1955 · 1956 (I) · 1956 (II) · 1960 · 1963 · 1966 · 1969 · 1971 · 1974 · 1977 · 1980 · 1981 · 1983 · 1986 · 1987 · 1991 · 1995 · 1999 · 2003 · 2007 · 2011 · 2015 · 2019 · 2023